# جيرار موس
جيرار موس هو طيار برازيلي، ولد في 16 مايو 1955 في إنجلترا في المملكة المتحدة.

## وصلات خارجية
- الموقع الرسمي